# Dragona

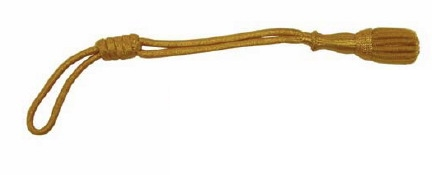
Dragona utilizzata dalle forze armate italiane.

La dragona è il laccio che correda le else delle armi da taglio, i calci delle pistole e le manopole di racchette, bastoni e bastoncini, picozze, per impedire la caduta e perdita dell'attrezzo infilandolo al polso, o al collo (nel caso delle pistole).
Nelle sciabole moderne è soprattutto con funzione ornamentale, tipico degli ufficiali; è costituita è un cordone che varia, nella forma e nei colori, a seconda del grado del militare. La dragona viene inserita in un foro all'estremità della coccia dell'arma. Proprio per la sua primitiva funzione è fornita di un nodo centrale per regolarne il serraggio al polso e di una nappa terminale attraverso la quale può essere facilmente trattenuta in caso di perdita della presa sull'impugnatura.

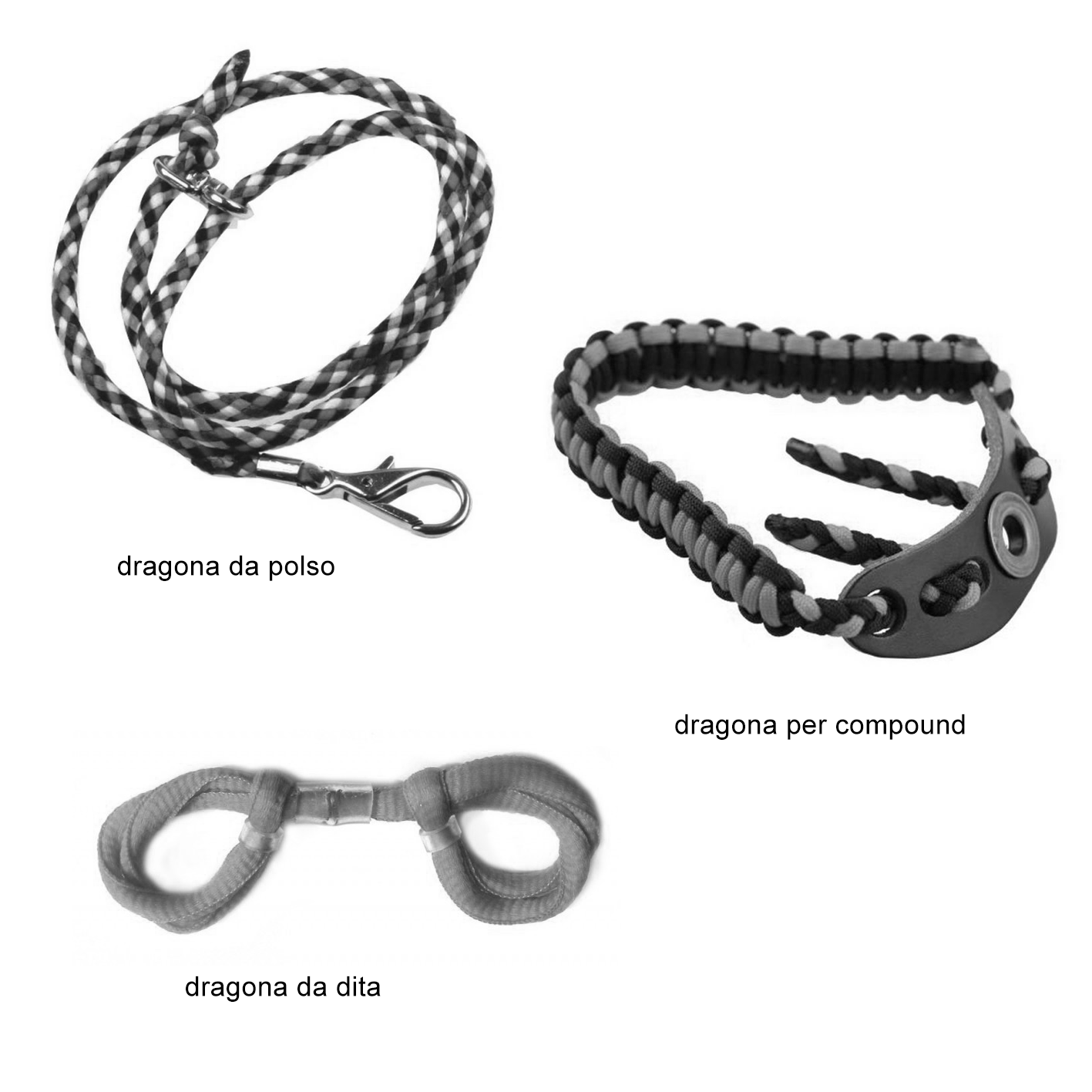
Tiro con l'arco, tipologie di dragona.

La dragona è utilizzata anche nel tiro con l'arco per impedire che l'attrezzo possa cadere dopo il tiro. Esistono vari tipi o modelli, quelli più conosciuti sono: da polso e da dita, utilizzati solitamente per arco olimpico  (arco ricurvo) e arco nudo. Per l'arco compound viene utilizzata una versione fissata all'attrezzo.

## In Italia
La lunghezza, in Italia secondo i regolamenti militari sull'uso dell'uniforme, è di 30 cm.
Nelle forze armate italiane è utilizzata dalla categoria degli ufficiali e dei sottufficiali del solo ruolo Marescialli.